# Pierre Herbosch

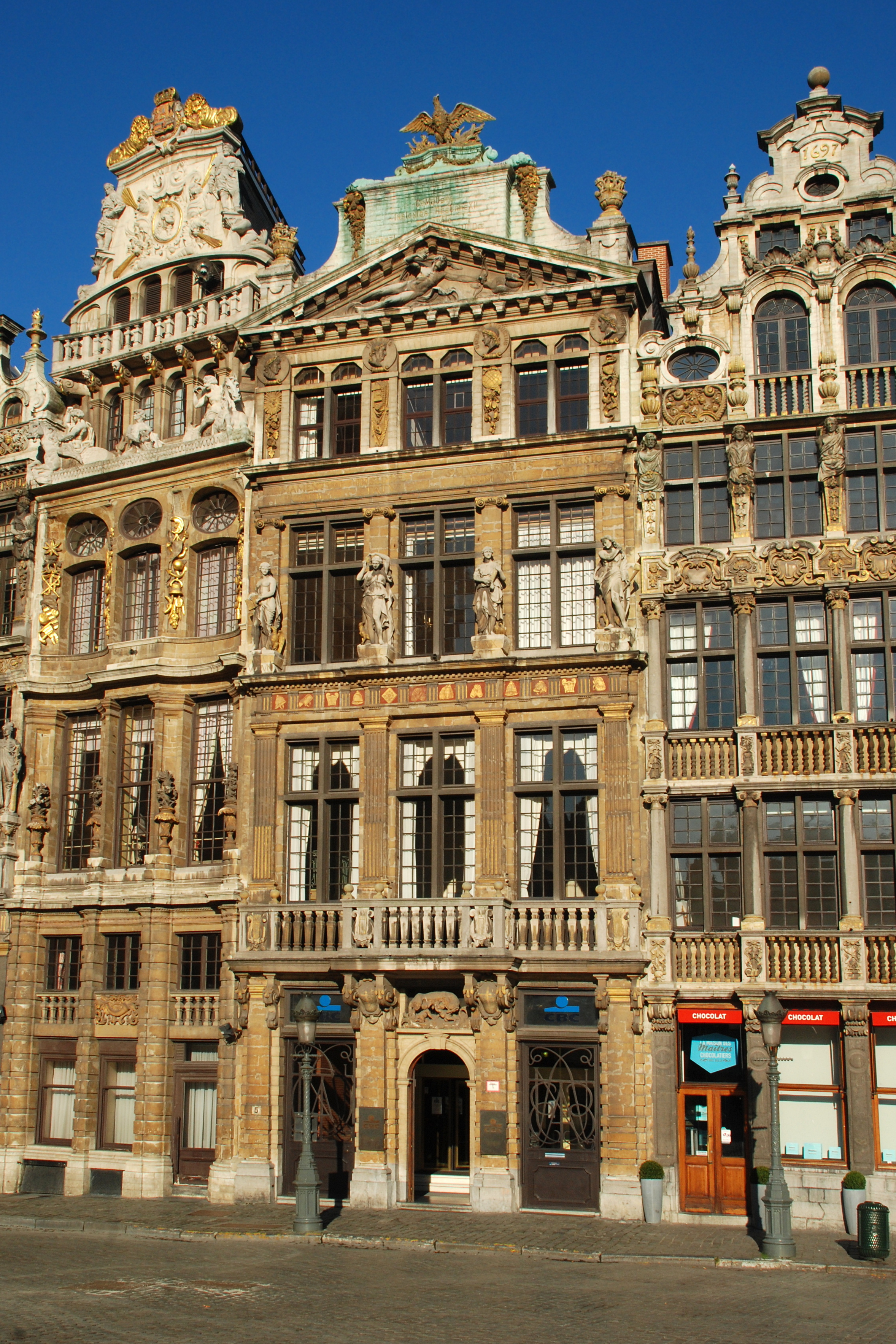
Maison de la Louve

Peeter ou Petrus Herbosch (en français : Pierre Herbosch) est un peintre bruxellois du XVIIe siècle.
Il est reçu en 1673 dans la Gilde des Peintres bruxellois. Une de ses œuvres parvenus jusqu'à nous représente le feu d'artifice de 1688 dans le parc de Bruxelles.
Il a également une activité de décorateur et d'architecte : on lui doit la conception de la « Maison de la Louve » sur la Grand-Place de Bruxelles.
Même si l'on ne sait encore que peu de choses sur sa vie et sa personnalité, son nom reste attaché à la création de la « plus belle place du monde » à Bruxelles.

## Sources
- Alphonse Wauters, Notice historique sur les Anciens Sermens ou Gildes d'arbalétriers, d'archers, d'arquebusiers et d'escrimeurs de Bruxelles, 1848, p. 30
- Paul Saintenoy, Les Arts et les artistes à la Cour de Bruxelles, 1932, p. 136